# Weiß Schwarz Portable
『Weiß Schwarz Portable』是在2011年11月23日由BANDAI NAMCO Games发售的PlayStation Portable用软件。

## 概要
以交換卡片遊戲「Weiß Schwarz」为題材，享受交換卡片遊戲的模拟乐趣的游戏。
本作的标题「Weiß Schwarz」的由来是德语。「Weiß」代表「白」，「Schwarz」代表「黒」。。是由在开发、贩卖交換卡片遊戲版的Bushiroad中的社長木谷高明命名的。。另外，「Portable」的由来是本作的平台。本作的平台是PlayStation Portable，由于这个名称，所以在末尾加上了「Portable」。应该指出，作为德语的语顺「Schwarz Weiß」更自然，为了重视日语音读时的語感所以使用「Weiß Schwarz」。

## 游戏内容
作为卡片模拟游戏，可以享受以交换卡片游戏「Weiß Schwarz」的官方规则为准的卡片游戏。没有对战的对手，有PlayStation Portable的话也可以一个人进行卡片游戏。本作中收录了1000种以上的卡。游戏内可以收集卡片并构筑自己的卡组，由于模拟了这个过程，在实际的交换卡片游戏中可以有效地利用。而且，为了没有玩过交换卡片游戏版的用户，搭载了tutorial机能。
值得注意的是，开发商BANDAI NAMCO Games归类为「卡片模拟×恋愛ADV」，同时具有作为卡片模拟和恋愛冒险游戏的两方面。

## 故事設定
交换卡片游戏「Weiß Schwarz」的世界观是，将桌子看作一个世界，多动画作品或游戏作品中登场的角色在同一世界中战斗。为此，本作中登場的卡片以描绘动画或游戏的角色为主。作为卡片游戏对战时，各式各样的作品的角色混在一起竞争。
那些卡片根据出处的作品分为「Weiß Side」和「Schwarz Side」。而且，关于两Side的分类基准，「可爱的女主角们登場的人气作品」大部份被分至Weiß Side，而「不论男女都活跃，以男女主角们为中心」的作品则大部份被分至Schwarz Side。

### 角色
「Portable」版中登場作品是从参加交换卡片游戏版的全作品中选出「Weiß Side」和「Schwarz Side」各4系列。然而，除了『劇場版 マクロスF』以外，由于只收录2010年11月之前发售的卡集的卡，交换卡片游戏版中存在的一部分卡集没有被收录。
值得注意的是，BANDAI NAMCO Games制作的游戏作品与交换卡片游戏版登場作品不同，有游戏原创卡的登場。

#### 登場作品
| Weiß Side                                                       | Schwarz Side                                                                                  |
| --------------------------------------------------------------- | --------------------------------------------------------------------------------------------- |
| 魔法少女奈叶A's 魔法少女奈叶StrikerS 魔法少女奈叶 The MOVIE 1st | 偶像大师 偶像大师 Dearly Stars                                                                |
| 凉宫春日的忧郁                                                  | Fate/stay night Fate/hollow ataraxia                                                          |
| 某魔法的禁书目录 某科学的超电磁炮                               | 侦探歌剧 少女福尔摩斯                                                                         |
| Kud Wafter Angel Beats!                                         | 剧场版マクロスF 虚空歌姫 〜イツワリノウタヒメ〜 劇場版 マクロスF 恋離飛翼〜サヨナラノツバサ〜 |
| BANDAI NAMCO Games Original                                     |                                                                                               |

「Boost Weiß」和「Boost Schwarz」的区别仅仅是新游戏开始时，「Booster Deck」（可以作为卡片游戏立刻进行对战而预先构筑完成的卡组）可以选择的作品不同，最终可以使用的卡片式一样的。
关于登场的角色，Weiß Side以及Schwarz Side，都记载了其出自何作品。关于角色的详细，请参照各作品的的消息。

### 规则
本作在原则上以交换卡片游戏版「Weiß Schwarz」的规则为准。。由出售交换卡片游戏版Bushiroad的「Weiß Schwarz」小组协力并且担当监修。关于详细的规则，请参照其他条目。

## 故事模式

### 主要角色
雪乃涼花（聲：悠木碧）
【性別：女 / 年齢：17】
白黑学园2年级学生，主人公的同学。是和主人公相隔10年再会的青梅竹马。因为开朗而自然被所有人喜欢的优等生。
天珀翠子（聲：矢作紗友里）
【性別：女 / 年齢：17】
白黑学园2年级学生，主人公的同学。由于身为班长而过于认真，因而对自己严格、对规则严格，给人爱唠叨的感觉，但事实上，那些言语里存在的秘密是？
柴美波（聲：泽城美雪）
【性別：女 / 年齢：17】
白黑学园2年级学生，主人公的同学。是个开朗活泼、充满朝气的武士少女兼剑术达人。稍微有些喜欢妄想，很容易因此而“暴走”。相当地受各运动社团及女生们的欢迎。因为某些缘由而常常对男性做出抗拒的行为，实际上她只是个不喜欢认输的温柔的女孩子。身体的柔软性和运动能力都很高，擅长游泳和新体操。
襟沢英（聲：津田美波）
【性別：女 / 年齢：18 】
白黑学园3年级学生。主人公的前辈。白黑学园的2年级学生，主人公的学姐。是个一直戴着耳机、擅长打架的摇滚“独行侠”。
夜月亞莉亞（聲：金元寿子）
【性別：女 / 年齢：16 】
白黑学园1年级学生。看上去幼小，但有着天才的发明才能。给人沉迷于朝自然现象感觉，通过水晶球玉接受奇怪的电波。主人公的后辈。
江賀瀬利奈（聲：南條愛乃）
【性別：女 / 年齢：16 】
白黑学园1年级学生，主人公的后辈。来自于俄罗斯的姐妹校，是一个身材佼好的混血留学生。虽然性格开朗且容易亲近，但她却有着很特殊的兴趣，还操着一口奇怪的日语。
吴尾菜菜（聲：早見沙織）
【性別：女 / 年齢：18 】
白黒学園3年级学生，主人公的前辈。她是个性格拘谨的大小姐，一直都把珍稀宠物带在身边。不愿意接近他人，拒绝与他人有所交集，平时也都是一副无精打采的表情。藏在她心中的秘密究竟是...？

## 广播
2011年7月28日开始在HiBiKi Radio Station的『Weiß Schwarz Portable 矢作紗友里・南條愛乃的白黒学園放送部』播送。周四播送（不定期）。
主持人
- 矢作紗友里（天珀翠子 役）
- 南條愛乃（江賀瀬利奈 役）

嘉宾
- #3 植田佳奈（Fate/stay night - 遠坂凛 役）
- #4 平田宏美（THE IDOLM@STER - 菊地真 役）/仁後真耶子（同 - 高槻やよい 役）/浅倉杏美（同 - 萩原雪歩 役）
- #5 遠藤綾（劇場版 マクロスF - シェリル・ノーム 役）
- #6 喜多村英梨（Angel Beats! - ユイ 役）
- #7 井口裕香（とある魔術の禁書目録 - インデックス 役）
- #8 佐藤利奈（とある科学の超電磁砲 - 御坂美琴 役）
- #9 鈴田美夜子（クドわふたー - 能美クドリャフカ 役）
- #10 愛美（エンディングテーマ歌手）
- #11 真田アサミ（魔法少女リリカルなのは - ヴィータ 役）
- #12 三森すずこ（探偵オペラ ミルキィホームズ - シャーロック・シェリンフォード 役）/佐々木未来（同 - エルキュール・バートン 役）
- #13 伊藤翔平（プロデューサー）
- #14 津田美波（襟沢英 役）
- #16 金元寿子（夜月アリア 役）

## 脚注
1. 1 2 3 4  木村誠『ブシロード製トレーディングカードゲーム：ヴァイスシュヴァルツ（2007〜2010） （页面存档备份，存于）』早稲田大学、2011年3月31日、4頁。
2. 1 2 3 4 5 6 7 8 9 10 11 12 13 14  志賀康紀「バンダイナムコ、PSP『ヴァイスシュヴァルツ ポータブル』――人気TCG『ヴァイスシュヴァルツ』がPSPで初のゲーム化!」『バンダイナムコ、PSP「ヴァイスシュヴァルツ ポータブル」。人気TCG「ヴァイスシュヴァルツ」がPSPで初のゲーム化! - GAME Watch （页面存档备份，存于）』Impress Watch、2011年5月13日。
3. 1 2  木村誠『ブシロード製トレーディングカードゲーム：ヴァイスシュヴァルツ（2007〜2010） （页面存档备份，存于）』早稲田大学、2011年3月31日、6頁。
4. 1 2 3 4 5 6 7 8 9 10  「『なのは』『アイマス』など参戦作品多数! 『ヴァイスシュヴァルツ ポータブル』」『『なのは』『アイマス』など参戦作品多数! 『ヴァイスシュヴァルツ ポータブル』 - 電撃オンライン （页面存档备份，存于）』アスキー・メディアワークス、2011年5月13日。
5. 1 2 3 4 5  「About」『ヴァイスシュヴァルツ ポータブル | バンダイナムコゲームス公式サイト （页面存档备份，存于）』バンダイナムコゲームス。
6. ↑  「Spec」『ヴァイスシュヴァルツ ポータブル | バンダイナムコゲームス公式サイト （页面存档备份，存于）』バンダイナムコゲームス。
7. 1 2  「Line Up」『ヴァイスシュヴァルツ ポータブル | バンダイナムコゲームス公式サイト （页面存档备份，存于）』バンダイナムコゲームス。
8. 1 2  「“ヴァイスシュヴァルツ”とは?」『ヴァイスシュヴァルツ｜Part1：“ヴァイスシュヴァルツ”とは? （页面存档备份，存于）』ブシロード。
9. ↑  「卡组构筑规则」『ルール・Q&A| Weiß Schwarz官方网站 （页面存档备份，存于）』Bushroad。
10. ↑  『『ヴァイスシュヴァルツ ポータブル』ナムコキャラ登場決定ほか最新情報が公開 - ファミ通.com （页面存档备份，存于）』 ファミ通、2011年10月14日。
11. ↑  番組紹介：ヴァイスシュヴァルツ ポータブル 矢作紗友里・南條愛乃の 白黒学園放送部 （页面存档备份，存于） - 響 - HiBiKi Radio Station